# Nataxa
Nataxa is een geslacht van vlinders van de familie Anthelidae, uit de onderfamilie Anthelinae.

## Soorten
- N. amblopis (Turner, 1944)
- N. flavescens Walker, 1855
- N. rubida Walker, 1865